# لیو هه
لیو هه چینی: 刘鹤; پین‌یین: Liú Hè اقتصاددان و سیاستمدار چینی و از اعضای کنونی پلیتبوروی حزب کمونیست چین، معاون نخست‌وزیر جمهوری خلق چین و اداره کنندهٔ اداره عمومی کمیسیون امور اقتصادی و مالی حزب کمونیست چین است.